# Livendula epixanthe
Livendula epixanthe is een vlindersoort uit de familie van de prachtvlinders (Riodinidae), onderfamilie Riodininae.
Livendula epixanthe werd in 1911 beschreven door Stichel.